# Colinas Verdes
Colinas Verdes es una localidad argentina ubicada en el Partido de General Pueyrredon de la Provincia de Buenos Aires. Se encuentra sobre la Ruta Nacional 226, en el KM 24 a 7 kilómetros del acceso al barrio Sierra de los Padres.
Es una zona de residencias secundarias de la ciudad de Mar del Plata, con predominio de profesionales que trabajan en dicha ciudad. El nivel socioeconómico es medio y no existen centros de salud en la zona.